# 第20近卫合成集团军
第20近卫合成集团军是俄羅斯的一隻軍團。這支軍團始建於1942年7月22日，並參與卡梅涅茨-波杜爾斯基包圍戰、利沃夫-桑多梅日攻勢、柏林戰役、布拉格攻勢。該軍團一開始是苏军中央集群的一部分，但在1947年前往德国国名东部駐扎，成為苏军驻德集群的一部分。該軍團的司令部位於埃伯斯瓦尔德。1968年，該軍團參與華約入侵捷克斯洛伐克。1991年苏联解体后該軍團成为俄罗斯陆军的一部分並前往沃罗涅日駐扎。